# Abdellah Medjadi Liegeon
Abdellah Medjadi Liegeon (Orano, 13 dicembre 1957) è un ex calciatore algerino, di ruolo difensore.

## Palmarès

### Club

#### Competizioni nazionali
- Campionato francese: 1

Monaco: 1981-1982
- Coppa di Francia: 1

Monaco: 1984-1985
- Supercoppa francese: 1

Monaco: 1985